# 萬慶寺
萬慶寺（ばんけいじ）は 福井県鯖江市深江町にある曹洞宗の寺院。山号は亨浄山。本尊は釈迦如来。鯖江藩主間部氏の菩提寺。

## 歴史
1720年（享保5年）陽光により万松庵として創建されたとされる。1725年に現在地に移った。

## 文化財
- 市指定文化財
  - 山門 - 鵬霄閣（ほうしょうかく）と呼ばれる。江戸時代の建立。
  - 本堂天井絵 - 間部詮勝による龍神、風神、雷神の天井絵。1846年に描かれたもの。

## 所在地・アクセス
- 福井県鯖江市深江町6-14
- JR西日本北陸本線鯖江駅から徒歩約10分。

## 周辺
- 舟津神社
- 王山古墳群
- 鯖江市惜陰小学校